# James L. Brooks
James Lawrence Brooks (* 9. května 1940 Brooklyn) je americký producent, režisér a scenárista, spoluzakladatel společnosti Gracie Films. Jeho televizní a filmová tvorba zahrnuje seriály The Mary Tyler Moore Show, Taxi, Simpsonovi, Broadcast News, Lepší už to nebude a Cena za něžnost.
Když Brooks vyrůstal v North Bergenu v New Jersey, snášel rozvrácený rodinný život a krátil si čas četbou a psaním. Poté, co zanechal studia na Newyorské univerzitě, získal práci uvaděče v CBS a začal psát pro vysílání CBS News. V roce 1965 se přestěhoval do Los Angeles, kde pracoval na dokumentárních filmech Davida L. Wolpera. Po propuštění se seznámil s producentem Allanem Burnsem, který mu zajistil práci scenáristy na seriálu My Mother the Car.
Brooks psal pro několik pořadů, než byl najat jako redaktor příběhů v seriálu My Friend Tony a později vytvořil seriál Room 222. Grant Tinker najal Brookse a Burnse do společnosti MTM Productions, aby v roce 1970 vytvořili pořad The Mary Tyler Moore Show. Tento pořad, který jako jeden z prvních představoval nezávislou pracující ženu jako hlavní postavu, byl kritikou vysoce hodnocen a Brooksovi vynesl několik cen Primetime Emmy. Brooks a Burns poté vytvořili dva úspěšné spin-offy Mary Tyler Moore: Rhodu (komedie) a Lou Grant (drama). Brooks opustil MTM Productions v roce 1978, aby se podílel na tvorbě sitcomu Taxi, který navzdory několika cenám Emmy trpěl nízkou sledovaností a byl dvakrát zrušen.
Brooks přešel k celovečernímu filmu, když v roce 1979 napsal a spoluprodukoval film Začít znovu. Jeho dalším projektem byl kritikou oceňovaný film Cena za něžnost, který produkoval, režíroval a napsal a za všechny tři role získal Oscara. Svůj další film Broadcast News založil na svých novinářských zkušenostech a získal za něj další dvě nominace na Oscara. Ačkoli jeho dílu Princezna z roku 1994 bránila negativní pozornost tisku kvůli vystřižení všech nahraných hudebních čísel, snímek Lepší už to nebude (napsaný společně s Markem Andrusem) si vysloužil další uznání. Do jeho dalšího filmu, Španglicky snadno a rychle z roku 2004, uplynulo sedm let. Jeho šestý film Poznáš, až to přijde? byl uveden v roce 2010. Brooks také produkoval a vedl Camerona Crowea při natáčení filmu Řekni cokoliv… (1989) a Wese Andersona a Owena Wilsona při natáčení filmu Grázlové (1996).
V roce 1986 Brooks založil televizní a filmovou společnost Gracie Films. Ačkoli to neměl v úmyslu, vrátil se Brooks v roce 1987 do televize jako producent pořadu The Tracey Ullman Show. Najal kreslíře Matta Groeninga, aby pro tento pořad vytvořil sérii skečů, které nakonec v roce 1989 vyústily v Simpsonovy. Simpsonovi získali řadu ocenění a běží i po více než 30 letech. Brooks se také podílel na produkci a scénáři filmové adaptace seriálu Simpsonovi z roku 2007. Celkem Brooks získal 53 nominací na cenu Emmy, z nichž 21 vyhrál.

## Raný život
James Lawrence Brooks se narodil 9. května 1940 v newyorské čtvrti Brooklyn a vyrůstal v North Bergenu ve státě New Jersey. Jeho rodiče Dorothy Helen (rozená Sheinheit) a Edward M. Brooks byli obchodníci (matka prodávala dětské oblečení, otec nábytek). Rodina Brooksových byla židovského původu; Edward Brooks si změnil příjmení z Bernstein a hlásil se k irské národnosti. Brooksův otec opustil jeho matku, když zjistil, že je s ním těhotná, a ztratil kontakt se synem, když bylo Brooksovi dvanáct let. Během těhotenství poslal Brooksův otec své ženě pohlednici, na které stálo: „Jestli to bude kluk, pojmenuj ho Jim.“. Jeho matka zemřela, když mu bylo 22 let. Svůj raný život popsal jako „těžký“ s „rozvrácenou rodinou“ a cítil se být „chudý a tak trochu osamělý“. Později dodal: „Můj otec byl tak trochu na útěku a moje matka pracovala dlouho, takže mi nezbývalo nic jiného než být často sám v bytě.“. Má starší sestru Diane, která se o něj v dětství starala a které věnoval knihu Lepší už to nebude.
Brooks většinu dětství „přežíval“ a četl četná komediální a scénická díla a také psal; komediální povídky rozesílal nakladatelstvím a občas dostával kladné odpovědi, žádná však nebyla publikována a on nevěřil, že by mohl udělat spisovatelskou kariéru. Brooks navštěvoval Weehawken High School, ale neměl dobré výsledky. Byl členem týmu středoškolských novin a často si zajišťoval rozhovory se známými osobnostmi, včetně Louise Armstronga. Jako některé z osob, které na něj měly vliv, uvádí Sida Caesara, Jacka Bennyho, Lennyho Bruce, Mikea Nicholse a Elaine Mayovou a také spisovatele Paddyho Chayefského a F. Scotta Fitzgeralda.

## Kariéra

### Televize
V roce 1987 popsal deník Chicago Sun-Times Brooksovu kariéru jako „nepřetržité crescendo“. Přestože zanechal studia na Newyorské univerzitě v oboru styku s veřejností, jeho sestra mu sehnala práci moderátora v CBS v New Yorku, což je práce obvykle vyžadující vysokoškolské vzdělání, protože se přátelila s tamní sekretářkou. Vydržel tam 2,5 roku. Dva týdny zaskakoval za copywritera CBS News a práci dostal natrvalo, když se původní zaměstnanec už nevrátil. Brooks se stal tvůrcem textu zpravodajských relací, vstoupil do Sdružení amerických scenáristů a psal reportáže o událostech, jako byl atentát na prezidenta Kennedyho. V roce 1965 se přestěhoval do Los Angeles, aby psal pro dokumentární filmy, které produkoval David L. Wolper, k čemuž uvedl, že „dodnes nepřišel na to, jak se k tomu odhodlal“, protože jeho práce v CBS byla jistá a dobře placená. Pracoval jako pomocný producent na seriálech jako Men in Crisis, ale po šesti měsících byl propuštěn, protože se společnost snažila snížit výdaje. Brooks pro Wolperovu společnost příležitostně pracoval znovu, mimo jiné na speciálu o hmyzu pro National Geographic.
Když se mu nepodařilo najít jinou práci ve zpravodajské agentuře, seznámil se na jednom večírku s producentem Allanem Burnsem. Burns mu sehnal práci na seriálu My Mother the Car, kde byl najat, aby přepsal scénář poté, co přednesl několik nápadů na příběh. Brooks pak psal epizody seriálů That Girl, The Andy Griffith Show a My Three Sons, než ho Sheldon Leonard najal jako editora příběhů seriálu My Friend Tony. V roce 1969 vytvořil pro ABC seriál Room 222, který trval do roku 1974. Room 222 byl druhým seriálem v americké historii, v němž se v hlavní roli objevil černoch, v tomto případě středoškolský učitel Pete Dixon, kterého hrál Lloyd Haynes. Televizi se seriál zdál citlivý, a tak se pokusila změnit pilotní příběh tak, aby Dixon pomáhal studentovi bílé pleti, nikoliv černé, ale Brooks tomu zabránil. Na seriálu Brooks spolupracoval s Genem Reynoldsem, jenž ho naučil důležitosti rozsáhlého a pečlivého výzkumu, který prováděl na losangeleské střední škole pro Room 222, a tuto techniku používal i ve svých dalších dílech. Brooks po roce opustil Room 222 jako hlavní scenárista, aby pracoval na dalších pilotech, a přivedl Burnse, aby seriál produkoval.
Brookse a Burnse najal programový ředitel CBS Grant Tinker, aby společně s MTM Productions vytvořili seriál pro Tinkerovu manželku Mary Tyler Mooreovou, z něhož se stala The Mary Tyler Moore Show, přičemž Brooks vycházel ze své vlastní novinářské minulosti a zasadil seriál do prostředí redakce. Zpočátku byl pořad nepopulární u vedení CBS, které požadovalo, aby Tinker Brookse a Burnse vyhodil. jVýkonnému řediteli Bobu Woodovi se však pořad také líbil a přesunul ho do lepšího vysílacího času. Brooks a Burná sami najali všechny zaměstnance pořadu a nakonec ho z vlastní vůle ukončili. The Mary Tyler Moore Show se stala kriticky i komerčně úspěšnou a byla prvním pořadem, v němž hlavní roli hrála nezávisle smýšlející, pracující žena, která nebyla závislá na muži. Geoff Hammill z Muzea rozhlasového a televizního vysílání jej označil za „jeden z nejuznávanějších televizních pořadů“ v dějinách americké televize, během sedmiletého vysílání získal vysoké hodnocení kritiků a řadu cen Primetime Emmy, včetně tří let po sobě udělovaných cen za mimořádný komediální seriál. V roce 2003 jej deník USA Today označil za „jeden z nejlepších pořadů, které kdy televize vysílala“, v roce 1997 vybral TV Guide epizodu The Mary Tyler Moore Show jako nejlepší televizní epizodu všech dob a v roce 1999 vybral Entertainment Weekly Maryino hození klobouku v úvodních titulcích jako druhý nejlepší televizní moment.
Když The Mary Tyler Moore Show pokračovala, Brooks produkoval a napsal televizní film Thursday's Game a poté v roce 1974 vytvořil krátký seriál Paul Sand in Friends and Lovers. Spolu s Burnsem se přesunuli k seriálu Rhoda, spin-offu The Mary Tyler Moore Show, v němž převzali postavu Valerie Harperové, Rhodu Morgensternovou, do vlastního pořadu. Ten byl dobře přijat, trval čtyři roky a Brooksovi vynesl několik cen Emmy. Další projekt dvojice přišel v roce 1977 v podobě Lou Grant, druhého spin-offu The Mary Tyler Moore Show, který vytvořili společně s Tinkerem. Na rozdíl od své předlohy se však jednalo o dramatický seriál s Edwardem Asnerem v hlavní roli Granta. James Brown z Muzea rozhlasového a televizního vysílání uvedl, že „zkoumá uzlovou problematiku, které čelí lidé z médií v současné společnosti, a zaměřuje se na to, jak vyšetřování a podávání zpráv o těchto problémech ovlivňuje vrstvy osobností obývající složitou novinovou vydavatelskou společnost“. Seriál byl také oceňován kritikou, dvakrát získal cenu Primetime Emmy za vynikající dramatický seriál a také cenu Peabody.
Brooks opustil MTM Productions v roce 1978 a spolu s Davidem Davisem, Stanem Danielsem a Edem Weinbergerem založil společnost John Charles Walters Company. Rozhodli se produkovat Taxi, pořad o newyorské taxislužbě, který se na rozdíl od ostatních MTM Productions zaměřoval na „zkušenosti mužů z dělnických profesí“. Brookse a Davise inspiroval článek Marka Jacobsona „Night-Shifting for the Hip Fleet“, který vyšel 22. září 1975 v časopise New York. Pořad se začal vysílat na ABC v roce 1978 v úterý večer po seriálu Three's Company, který dosáhl vysoké sledovanosti a po dvou řadách byl přesunut na středu. Jeho sledovanost klesla a v roce 1982 byl zrušen; NBC jej převzala, ale sledovanost zůstala nízká a po jedné řadě byl zrušen. Navzdory své sledovanosti získal třikrát po sobě cenu Emmy za vynikající komediální seriál. Brooksovým posledním televizním pořadem, který produkoval předtím, než začal točit filmy, byl seriál The Associates (1979–1980) pro stanici ABC. Navzdory pozitivní kritice byl seriál rychle zrušen.
Alex Simon z časopisu Venice Magazine popsal Brookse jako člověka, který vnesl „realismus do dříve přeceňovaného světa televizní komedie. Brooksovy otisky jsou dnes patrné v pořadech jako Show Jerryho Seinfelda, Přátelé, Ally McBealová a mnoha dalších seriálech z 80. a 90. let.“ Brooksovy sitcomy byly jedny z prvních, které se „soustředily na charakter“ a využívaly herecký ansámbl v nedomácích situacích.

### Film
V roce 1978 začal Brooks pracovat na celovečerních filmech. Jeho prvním projektem byl film Začít znovu z roku 1979, který napsal a produkoval společně s Alanem J. Pakulou. Scénář podle románu Dana Wakefielda adaptoval do podoby filmu, který deník The Washington Post označil za „dobromyslnou a povzbudivou aktualizaci tradiční romantické komedie“, na rozdíl od „nudného“ románu.
Další Brooksův projekt přišel v roce 1983, kdy napsal, produkoval a režíroval film Cena za něžnost, adaptaci scénáře podle stejnojmenného románu Larryho McMurtryho, který stál 8,5 milionu dolarů a jehož natáčení trvalo čtyři roky. Brooks získal Oscara za nejlepší film, režii a adaptovaný scénář.
Brooks se obával pozornosti, kterou by mu oscarový úspěch přinesl, protože by byl „zbaven nenápadnosti“ a zjistil, že „je těžké pracovat, když vám do očí svítí reflektory“. Dodal: „Je tu nebezpečí, že se necháte svést k sebevědomí, že si budete vědomi své ‚kariéry‘. To může být smrtící.“. Stále více ho také znepokojoval „hrozivý“ vliv korporací do filmového průmyslu na úkor „myšlenky tvůrčího ducha“. Tuto ambivalenci nasměroval do filmu Broadcast News. Brooks měl pocit, že jako romantická komedie může touto formou říci „něco nového“, a dodal: „Jednou z věcí, které máte jako filmař občas udělat, je zachytit čas a místo. Byl jsem prostě rád, že existuje nějaký způsob, jak to udělat v komedii.“. Do tří hlavních rolí obsadil Williama Hurta, Holly Hunterovou a Alberta Brookse (bez blízkého příbuzenského vztahu).
Přál si zasadit film do oboru, kterému rozumí, a rozhodl se pro rozhlasovou žurnalistiku. Po rozhovoru s novináři televizních stanic na republikánském národním sjezdu v roce 1984 si Brooks uvědomil, že se to „od doby, kdy jsem byl v jejich blízkosti, hodně změnilo“, a tak „asi rok a půl solidně zkoumal“ toto odvětví. Když začal psát scénář, Brooks měl pocit, že se mu „nelíbí ani jedna ze tří (hlavních) postav“, ale rozhodl se je neměnit a po dvou měsících svůj původní názor změnil. Brooks uvedl, že se to stává i divákům: „Vždycky se předpokládá, že postavy obloukem změníte, a to je váš dramatický záměr. Ale já doufám, že v tomto filmu se stane to, že se diváci na tom oblouku budou podílet. Takže se stane to, že si film nevybere svého hrdinu sám. S každým divákem si hraje jinak. Diváci pomáhají vytvářet zážitek podle toho, na kterou postavu se zaměří.“. O závěru filmu se rozhodl až po dokončení zbytku filmu. Brooks byl za film Broadcast News nominován na Oscara za nejlepší film a nejlepší původní scénář, na 38. mezinárodním filmovém festivalu v Berlíně byl film nominován na Zlatého medvěda a Holly Hunterová získala Stříbrného medvěda za nejlepší herečku.
Film Princezna z roku 1994 s Nickem Noltem v hlavní roli Brooks vymyslel a natočil jako staromódní filmový muzikál a parodii na „hollywoodský životní styl a filmová klišé“, který stál 40 milionů dolarů a v němž zazněly mimo jiné písně Carole Kingové, Prince a Sinéad O'Connorové a choreografii vytvořila Twyla Tharpová. Když byly reakce diváků na hudbu při předpremiéře převážně negativní, byla všechna produkční čísla z filmu vystřižena a Brooks napsal několik nových scén, které natočil během tří dnů a sedm týdnů strávil sestříháním filmu na dvě hodiny: „Něco takového nejenže zkouší duši člověka, ale ohrožuje ho to.“. Ačkoli nebylo neobvyklé, že Brooks své filmy po předpremiérových projekcích výrazně upravoval, tentokrát mu bylo „odepřeno jakékoli soukromí“, protože média před uvedením filmu informovala o negativních recenzích a „muselo to být dost dobré, aby to vyvážilo všechnu tu špatnou publicitu“. Film byl komerčně neúspěšný a Brooks se o něm o čtyři roky později pokusil natočit dokumentární film, ale ztroskotal na tom, že se mu nepodařilo získat práva na Princeovu píseň.
Brooks souhlasil s produkcí a režií filmu Old Friends, jehož scénář napsal Mark Andrus. Andrusův scénář „vyžadoval, abyste pozastavili nedůvěru“, ale Brooks si uvědomil, že „můj styl při režírování je takový, že opravdu nevím, jak lidi přimět, aby pozastavili nedůvěru“. Brooks strávil rok přepracováváním scénáře: „Byly provedeny změny a změnil se důraz, ale je to skutečně výsledek velmi neobvyklého týmu scenáristů.“. Z projektu se stal snímek Lepší už to nebude, jehož realizace trvala rok poté, co bylo zajištěno financování. Podle deníku The New York Times Brooks „neustále experimentoval, neustále přetáčel, neustále přestříhával“, pětkrát změnil závěr filmu a nechal herce, aby improvizovali s tónem filmu.
Film sklidil více chvály než snímek Princezna a Brooks byl opět nominován na Oscara za nejlepší film a nejlepší původní scénář. Snímek Lepší už to nebude získal celkem sedm nominací na Oscara a dvě získal, a to za nejlepšího herce pro Jacka Nicholsona a nejlepší herečku pro Helen Huntovou. Jonathan Rosenbaum z Chicago Reader jej označil za Brooksův nejlepší film a uvedl, že „to, co Brooks dokáže udělat (s postavami), které se mocně snaží navázat vzájemné vztahy, je vtipné, bolestné, krásné a v podstatě pravdivé – triumf pro všechny zúčastněné“. Film se také umístil na 140. místě v žebříčku 500 nejlepších filmů všech dob časopisu Empire z roku 2008. Brooks obsadil Jacka Nicholsona do obou filmů Cena za něžnost a Lepší už to nebude, přičemž herec si za každou roli odnesl Oscara.
Sedm let Brooks žádný film nerežíroval a nenapsal, až v roce 2004 natočil film Španglicky snadno a rychle. Natáčení trvalo šest měsíců, skončilo v červnu a v říjnu proběhly tři dny dodatečného natáčení; Brooks pro film vytvořil tři konce a několik scén natočil v „15 až 25 záběrech“, protože se mu film nezdál tonálně ucelený, ačkoli scénář se během natáčení příliš nezměnil. Rozhodl se obsadit Adama Sandlera do dramatičtější role než do jeho obvyklých potrhlých komediálních rolí na základě jeho výkonu ve filmu Opilí láskou a Sandlerova vztahu s rodinou. Brooks popsal délku natáčení: „Je úžasné, o kolik jste jako scenárista zvrácenější než jako režisér. Vzpomínám si, jak jsem byl šťastný, že jsem se (při psaní) dostal do nějakých koutů. Myslel jsem si, že to bude zajímavé. Když jsem se s tím musel poprat jako režisér, bylo to něco jiného.“. Brooksův režijní styl „vyhnal (herce) jako netopýry“, zejména Téu Leoniovou, a Cloris Leachmanová (která po měsíci natáčení nahradila nemocnou Anne Bancroftovou) to popsala jako „volný pád. Nejde se na nějaký výsledek. Je to prostě, hoď to do vzduchu a uvidíš, kam to dopadne.“ Film byl špatně přijat a byl kasovním propadákem, celosvětově vydělal 55 milionů dolarů při produkčním rozpočtu 80 milionů dolarů.
Jeho další film s názvem Poznáš, až to přijde? byl uveden 17. prosince 2010; Brooks jej produkoval, režíroval a napsal k němu scénář. Ve filmu si zahrála Reese Witherspoonová v roli profesionální hráčky softballu zapletené do milostného trojúhelníku. Brooks začal na filmu pracovat v roce 2005, protože si přál vytvořit film o mladé sportovkyni. Během stovek hodin rozhovorů s mnoha ženami, které prováděl při výzkumu pro film, se také začal zajímat o „dilemata současných vedoucích pracovníků firem, kteří jsou někdy zákonem poháněni k odpovědnosti za chování ve firmě, kterého si možná ani nejsou vědomi“. Pro tento koncept vytvořil postavy Paula Rudda a Jacka Nicholsona. Natáčení skončilo v listopadu 2009, ačkoli Brooks později přetočil úvod a závěr filmu. The New York Times jej popsal jako „možná nejpřísněji střežený z letošních filmů společnosti Columbia“. Brooksovi bylo za projekt, který stál 100 milionů dolarů, vyplaceno 10 milionů dolarů. Film byl přijat negativně. Patrick Goldstein z Los Angeles Times napsal, že „postavy jsou panáci, vtipy jsou ploché, situace působí děsivě izolovaně“. Podle něj film ukázal, že Brooks „definitivně ztratil své komické kouzlo“, a uzavřel: „Jeho filmy mívají úžasně neklidnou, neurotickou energii, ale Poznáš, až to přijde? působí, jako by je natočil někdo, kdo nepříjemně odpočívá na vavřínech.“. Peter Debruge z Variety měl také pocit, že film ukázal, že Brooks ztratil svou „jiskru“. Richard Corliss z Time byl pozitivnější a o filmu napsal, že „aniž by byl skvělý, je to stále nejlepší romantická komedie roku“, zatímco „Brooks neztratil svůj dar vymýšlet hrdiny a hrdinky, kteří si dělají zábavné starosti“.
Brooks v roce 1986 založil vlastní filmovou a televizní produkční společnost Gracie Films, produkoval filmy Velký (1988) a Válka Roseových (1989). Brooks byl mentorem Camerona Crowea a výkonným producentem Croweova režijního debutu Řekni cokoliv… (1989) a produkoval jeho pozdější film Jerry Maguire (1996). Brooks také pomáhal Owenu Wilsonovi a Wesu Andersonovi poté, co ho upozornili na jejich celovečerní scénář a krátkometrážní verzi filmu Grázlové (1996). Poté, co Brooks souhlasil s produkcí filmu, navštívil Wilsonův a Andersonův byt v Dallasu. Wilsons uvedl: „Myslím, že mu nás bylo trochu líto.“. Přestože měl scénář „nejhorší, jaký kdy slyšel“, Brooks projektu věřil. V roce 1990 Brooks produkoval a režíroval svou první divadelní inscenaci Brooklyn Laundry. Hráli v ní Glenn Closeová, Woody Harrelson a Laura Dernová. V roce 2007 se Brooks objevil – spolu s Norou Ephronovou, Carrie Fisherovou a dalšími – ve filmu Dreams on Spec, dokumentu o scenáristické práci v Hollywoodu.

### Návrat do televize
Ačkoli se Brooks „nikdy nechtěl vrátit do televize“, pomáhal Tracey Ullmanové s rozjezdem The Tracey Ullman Show, a když nemohla najít jiného producenta, nastoupil na jeho místo. Na návrh kamarádky a kolegyně Polly Plattové, která Brooksovi věnovala komiks Life in Hell s názvem „Losangeleská cesta smrti“, který visí před Brooksovou kanceláří Gracie Films, Brooks požádal kreslíře Life in Hell Matta Groeninga, aby mu předložil nápad na sérii krátkých skečů, které by se objevily v The Tracey Ullman Show. Groening původně zamýšlel představit animovanou verzi svého seriálu Life in Hell. Když si však Groening uvědomil, že animace Life in Hell by si vyžádala zrušení publikačních práv na jeho celoživotní dílo, zvolil jiný postup a svou verzi dysfunkční rodiny zformuloval v hale Brooksovy kanceláře. Po úspěchu skečů si společnost Fox Broadcasting Company v roce 1989 objednala sérii půlhodinových epizod seriálu, nyní nazvaného Simpsonovi, kterou Brooks produkoval spolu s Groeningem a Samem Simonem. Brooks si ve smlouvě se stanicí Fox vyjednal ustanovení, které jí znemožňovalo zasahovat do obsahu seriálu. Podle scenáristy Jona Vittiho se Brooks podílel na epizodě Lízin let do nebe více než na kterékoli jiné v historii seriálu. Simpsonovi si získali uznání kritiky i komerčních diváků, získali řadu ocenění a i po 30 letech stále produkují původní obsah. V roce 1998 časopis Time ve vydání oslavujícím největší úspěchy 20. století v oblasti umění a zábavy označil Simpsonovy za nejlepší televizní seriál století. V roce 1997 byl Brooks uveden do televizní síně slávy.
V roce 1995 se Brooks a Groening dostali do veřejného sporu kvůli epizodě Zrodila se hvězda. Groening se domníval, že epizoda je třicetiminutovou reklamou na Brooksův pořad Kritik (který se pro svou druhou sezónu přesunul z ABC na Fox) a který vytvořili bývalí tvůrci Simpsonových Al Jean a Mike Reiss, jejichž hlavní postava Jay Sherman se v epizodě objevuje. Doufal, že Brooks epizodu stáhne, protože „v několika novinách po celé zemi se začaly objevovat články, že (Groening) vytvořil Kritika“, a odstraní jeho jméno z titulků. V reakci na to Brooks řekl: „Jsem na Matta naštvaný, chodí za každým, kdo nosí oblek ve Foxu, a stěžuje si na to. Když vyjádřil své obavy, jak vtáhnout Kritika do simpsonovského univerza, měl pravdu a my jsme s jeho změnami souhlasili. Jistě, má právo na svůj názor, ale pouštět to veřejně do tisku, to už zachází příliš daleko. (…) Je to nadaný, rozkošný a přítulný nevděčník. Ale jeho chování je právě teď prohnilé.“.
Seriál Kritik měl krátkou životnost, před jeho zrušením bylo odvysíláno deset epizod na stanici Fox. Celkem bylo vyrobeno pouze 23 epizod a krátce se vrátil v roce 2000 sérií deseti internetových dílů. Seriál si od té doby získal kultovní oblibu díky reprízám na Comedy Centralu a vydání kompletní série na DVD. Podobně krátkou životnost měly i jeho pořady z počátku 90. let Sibs a Phenom, oba vyrobené v rámci smlouvy na více pořadů s ABC, a pořad What About Joan? z roku 2001 pro stejnou televizi.
Brooks se podílel na produkci a scénáři celovečerní filmové adaptace Simpsonových z roku 2007 s názvem Simpsonovi ve filmu a poprvé od prvních řad televizního seriálu režíroval hlasové obsazení. Dan Castellaneta shledal natáčení „intenzivnějším“ než natáčení televizního seriálu a „emocionálně dramatičtějším“. Některé scény, jako například videozpráva Marge Homerovi, se nahrávaly více než stokrát, takže dabéři byli vyčerpaní. Brooks vymyslel, spoluprodukoval a spolunapsal krátký film s Maggie Simpsonovi: Maggie zasahuje, který se vysílal před Dobou ledovou 4. V roce 2013 byl nominován na Oscara za nejlepší krátký animovaný film.

## Osobní život
Brooks byl dvakrát ženatý. Jeho první manželkou byla Marianne Catherine Morrisseyová; mají spolu jednu dceru, Amy Lorraine Brooksovou. Rozvedli se v roce 1972. V roce 1978 se oženil s Holly Beth Holmbergovou; měli spolu tři děti: dceru Chloe a syny Coopera a Josepha. Rozvedli se roku 1999.
Brooks je členem bratrstva Alpha Epsilon Pi. Brooks věnoval více než 175 000 dolarů kandidátům Demokratické strany. V lednu 2017 Brooks v rozhovoru pro The Hollywood Reporter prohlásil, že jeho kariéra se nyní soustředí pouze na to, aby zůstal u Simpsonových, dokud seriál neskončí, a nadále narážel na Stevena Spielberga.
Brooks je vášnivým fanouškem týmu Los Angeles Clippers.

## Ocenění a nominace
Brooks získal 8 nominací na Oscara za filmy Cena za něžnost (1983), Broadcast News (1987), Lepší už to nebude (1997) a Jerry Maguire (1996). V roce 1984 získal Brooks tři Oscary za nejlepší film, režii a adaptovaný scénář za film Cena za něžnost (1983). Za svou práci v televizi získal také 54 cen Primetime Emmy. Získal je za seriály The Mary Tyler Moore Show, Taxi, Lou Grant, The Tracy Ullman Show a Simpsonovi.